# Dalal Midhat-Talakić
Dalal Midhat-Talakić (nume la naștere: Midhat; n. 5 august 1981) este o cântăreață bosniacă. Ea a reprezentat Bosnia și Herțegovina la Concursul Muzical Eurovision 2016, împreună cu Deen și Ana Rucner. Ea este și membru al duo-ului R&B Erato.